# Ben Christophers
Ben Christophers (Wolverhampton) is een Britse singer-songwriter en multi-instrumentalist.
Zijn muziek wordt gekarakteriseerd door zijn bijzondere stem (dan weer hoog en ijl, dan weer scherp en indringend), door zijn op gitaar gebaseerde nummers en door het subtiele gebruik van ritme en ritmeboxen. Hij laat zich beïnvloeden door Japan (band), David Sylvian, David Bowie, Talk Talk, Kate Bush, Prince, Édith Piaf Tom Waits en Nina Simone. Christophers' debuut My beautiful demon was met name in Nederland een succes, mede vanwege een indringende documentaire die de VPRO aan Christophers wijdde.
Vanaf The spaces in between wordt zijn muziek steeds akoestischer. Zo speelt op Viewfinder (2005 het harmonium een hoofdrol, en begeleidt Christophers zichzelf op Ben Christophers (2010) alleen op een, weliswaar hevig met soundeffects bewerkte, akoestische gitaar.
Sinds dit laatste mini-album is er van Ben Christophers geen nieuw solo-album meer verschenen. Wel werkt hij veel samen met andere muzikanten. Zijn belangrijkste samenwerking is die met Bat for Lashes, waarvoor hij niet alleen toetsen speelt, maar wiens album The Bride hij co-produceerde. Ook zat hij in de liveband van Imogen Heap, speelde hij toetsen op de eerste soloplaat van Guy Garvey, de zanger van Elbow, en werkte hij als producer aan albums van onder andere Roch (waarmee hij ook nummers schreef) en The New Pharaos. In maart 2018 verscheen er weer een productie van zijn hand: Interloper, het debuutalbum van de Zuid-Afrikaanse singer/songwriter Nakhane.

## Discografie

### Albums
- My Beautiful Demon (cd met bonus-disk / 5-7-1999 / V2)
- Spoonface (cd / 22-10-2001 / V2)
- The Spaces In Between (cd / 13-9-2004 / Cooking Vinyl)
- Viewfinder (limited edition cd / 21-11-2005 / Rocketeer)
- Ben Christophers (mini-album cd / 2010 / Rocketeer)

### Singles
- My Beautiful Demon (single / 5-7-1999 / V2)
- Give Me Everything (single / 29-11-1999 / V2)
- Leaving My Sorrow Behind (single / 11-2-2002 / V2)
- Transatlantic Shooting Stars (single / 15-10-2002 / V2)
- Good Day For The Hopeles (single / 30-8-2004 / Cooking Vinyl)

### Nevenprojecten
- My Beautiful Demon (duet met Françoise Hardy, voor haar album "Tant De Belles Choses")